# Lipová, Prostějov
Lipová là một làng thuộc huyện Prostějov, vùng Olomoucký, Cộng hòa Séc.